# مگان فلنباک
مگان فَلنباک (انگلیسی: Megan Fahlenbock؛ زادهٔ ۳۰ ژوئن ۱۹۷۱) یک هنرپیشه و صداپیشه اهل کانادا است.
از فیلم‌ها یا برنامه‌های تلویزیونی که وی در آن نقش داشته‌است می‌توان به رزیدنت ایول: آخرالزمان بن تن اشاره کرد.